# Alholmsfjärden
Alholmsfjärden (finska: Alholmanselkä) är en sund i Finland. Den ligger i Jakobstad i landskapet Österbotten, i den västra delen av landet.
Alholmsfjärden sträcker sig från Gamla hamn i centrala Jakobstad förbi Alholmen i öster och Storsandören i väster upp till Gräggören där den ansluter till Ådöfjärden.